# 5. perioda
Pátá perioda periodické tabulky obsahuje stejně jako 4. perioda 18 prvků, zde to jsou rubidium, stroncium, yttrium, zirkonium, niob, molybden, technecium, ruthenium, rhodium, palladium, stříbro, kadmium, indium, cín, antimon, tellur, jod a xenon. Většinou to jsou kovy, antimon a tellur patří mezi polokovy, jod a xenon jsou nekovy. Téměř všechny tyto prvky jsou za normálních podmínek pevné látky, pouze xenon je plyn.

## Reaktivita
Rubidium a stroncium reagují již za pokojové teploty s vodou za vzniku příslušného hydroxidu a uvolnění vodíku. Yttrium s vodou nereaguje, je však reaktivnější než přechodné kovy této periody. Zirkonium se vyznačuje mimořádnou chemickou stálostí – je zcela netečné k působení vody a odolává působení většiny běžných minerálních kyselin i roztoků alkalických hydroxidů. Pro jeho rozpouštění je nejúčinnější kyselina fluorovodíková (HF) nebo její směsi s jinými minerálními kyselinami; práškové zirkonium se ovšem dobře slučuje s kyslíkem, na vzduchu může samovolně vzplanout, zvláště za zvýšené teploty. Niob je za nižších teplot také poměrně stálý, vzduchem se oxiduje při teplotě nad 200 °C; poměrně dobře se rozpouští v kyselině fluorovodíkové (HF), kyselých roztocích obsahujících fluoridové ionty, a snadno se rozkládá alkalickým tavením. Ruthenium, rhodium a palladium patří mezi lehké platinové kovy a mají katalytické vlastnosti, jinak jsou velmi stálé. Stříbro je jakožto ušlechtilý kov také málo reaktivní, o něco reaktivnější jsou ostatní kovy a polokovy této periody. Reaktivita jodu je poměrně nízká, xenon je jako vzácný plyn téměř inertní, ovšem sloučeniny tvoří nejochotněji ze všech neradioaktivních vzácných plynů.

## Výskyt

### Rubidium, stroncium a yttrium
Rubidium a stroncium se v přírodě vyskytují ve formě solí, rubidium jako příměs v minerálech ostatních alkalických kovů, stroncium tvoří samo několik minerálů jako jsou stroncianit (SrCO3) a celestin (SrSO4). Yttrium zpravidla doprovází ostatní kovy vzácných zemin.

### Ostatní prvky
Zirkonium se v přírodě vyskytuje například jako minerál zirkon (ZrSiO4), množství technecia v přírodě je téměř nulové. Ruthenium, rhodium a palladium se vyskytují s ostatními platinovými kovy, stříbro patří metzi ušlechtilé kovy a lze jej nalézt v minerálech (např. akantit a argentit, Ag2S) i v elementární podobě, kde je ovšem většinou příměsí ve zlatě. K minerálům cínu patří zejména kasiterit (SnO2). Jod se ve formě solí vyskytuje hlavně v mořské vodě, xenon je v malé koncentraci přítomen v zemské atmosféře.